# Robustiano Manero
Robustiano Manero (Tormantos, provincia de La Rioja (España), 12 de mayo de 1894, ciudad de Buenos Aires, Argentina, 22 de junio de 1970) fue un hacendado y filántropo, fundador del pueblo Colonia Santa Rosa en la provincia de Salta.

## Biografía
Hijo de Juan Manero y de Florencia López llegó con parte de su familia a la República Argentina en el año 1909, radicándose en Perico (Jujuy), donde se dedicó a la industrialización de la vid. 
Posteriormente, se desplazó a San Ramón de la Nueva Orán junto a sus hermanos Secundino, Luis y Justo con quienes formó la sociedad Manero Hnos., lo que le permitió un año más tarde traer al país a su madre y sus otros hermanos, Fermín, Catalina y Gervasia.
En 1916 se independizó dedicándose a la explotación forestal en las fincas de Pajas Coloradas y  La Toma, que primero arrendó y luego compró.
El 6 de abril de 1929 se casó con Antonia Rebollo, de cuya unión nacieron cuatro hijos: Gladys, Blanca, Robustiano y  Maria de los Ángeles. 
El 1 de abril de 1936 fundó en parte de sus tierras el pueblo de Colonia Santa Rosa, lo que impulsó la agricultura zonal, llegando a convertirse es una de las fuentes de ingresos más importantes de la provincia. Constituía la primera obra de colonización de magnitud realizada en la provincia de Salta, tanto en sus aspectos económicos y técnicos, como así también en los sociales, ya que dio la posibilidad a muchos de convertirse en propietarios de las tierras que trabajaban rompiendo así la arraigada tradición latifundista.
El loteo mismo fue un ejemplo en su tipo. La fundación incluyó la realización con recursos propios y su supervisión personal de canales de riego, desagües nivelados, caminos vecinales, etc.
Continuó contribuyendo con las instituciones de la ciudad: escuelas, policía, hospital, iglesia y clubes deportivos.
Falleció en Buenos Aires el 22 de junio de 1970 y según sus deseos, sus restos descasan en San Ramón de la Nueva Orán.
La escuela pública de la localidad lleva su nombre.